# یدالله جلالی پندری
یدالله جلالی پندری (زادهٔ ۱۰ فروردین ۱۳۳۸) در روستای پندر از توابع شهرستان تفت ادیب، نویسنده، پژوهشگر، محقق ادبی، استاد گروه زبان و ادبیات فارسی دانشگاه یزد، و عضو وابستهٔ فرهنگستان زبان و ادب فارسی است. او از شاگردان استادان بزرگ ادبیات فارسی از جمله محمدرضا شفیعی کدکنی بوده‌است.

## زندگی‌نامه
یدالله جلالی پندری در سال ۱۳۴۰ به همراه خانواده به یزد مهاجرت کرد و در دبیرستان ایرانشهر یزد تحصیل کرد. سپس برای ادامهٔ تحصیلات راهی تهران شد و سه دورهٔ آموزشی کارشناسی، کارشناسی ارشد و دکترای زبان و ادبیّات فارسی (۱۳۶۸–۱۳۷۷ش) را در دانشکدهٔ ادبیّات و علوم انسانی دانشگاه تهران گذراند.

## تحصیلات
- دکتری زبان و ادبیات فارسی، دانشگاه تهران، ۱۳۷۷
- کارشناسی ارشد زبان و ادبیات فارسی، دانشگاه تهران، ۱۳۶۸
- کارشناسی زبان و ادبیات فارسی، دانشگاه تهران، 1364.[۵]

عنوان پایان‌نامهٔ کارشناسی ارشد وی زندگی و اشعار عمادالدّین نسیمی و عنوان پایان‌نامهٔ دکترای وی تصحیح غزل‌های حکیم سنایی غزنوی بود که هر دو با راهنمایی دکتر محمّدرضا شفیعی کدکنی انجام و بعداً چاپ شد.
مشهورترین استادان وی در دوران تحصیل عبدالحسین زرّین کوب، محمّدرضا شفیعی کدکنی، محمّدعلی اسلامی ندوشن، خسرو فرشیدورد، اسماعیل حاکمی، امیربانو کریمی، مظاهر مصفّا، علی رواقی، سید جعفر شهیدی، جلیل تجلیل، حسین لسان، مظفّر بختیار، محمود نشاط یزدی و علی شیخ الاسلامی بودند.

## فعالیت‌ها

### فعالیت‌های دانشگاهی
وی در سال ۱۳۷۵ در دانشگاه یزد آغاز به کار کرد و مدت دو سال مدیریت دانشکده ادبیات این دانشگاه را بر عهده داشت. جلالی در سال ۲۰۱۲ به مدت یک دوره مدیریت دانشکده ادبیات دانشگاه یزد را به عهده داشت و هم‌اکنون استاد تمام دانشگاه یزد است. پژوهش‌های یدالله جلالی بیشتر در قلمروهای ادبیات معاصر، نقد ادبی و سبک‌شناسی است و زمینه تدریس وی ادبیات معاصر، مکتب‌های ادبی، روش تحقیق و مقاله‌نویسی علمی، شیوه تصحیح متون و … است.
یدالله جلالی پندری، عضو وابستهٔ فرهنگستان زبان و ادب فارسی، در همایش‌های گوناگون ادبی مانند: همایش دو ادیب نیشابوری (۱۳۸۰)؛ نکوداشت حکیم سنایی غزنوی (۱۳۸۴)؛ رونمایی کتاب روزها (۱۳۹۱)؛ چشم‌انداز شعر معاصر فارسی(۱۳۸۳) سخنرانی داشته‌است که آخرین آن در شصت‌ویکمین نشست ماهانهٔ فرهنگستان در موضوع سره‌گرایی؛ کوششی ذوقی یا واکنشی اجتماعی؟ بود. (۱۴/۷/۱۳۹۵)

### فعالیت‌های پژوهشی

#### عضویت در هیئت علمی کنگره‌ها، نشست‌ها و مجلات علمی-فرهنگی
عضو هیئت علمی کنگرهٔ ابوالفضل رشیدالدین میبدی (۱۳۷۴).
عضو انجمن استادان ادبیّات فارسی یزد (از ۱۳۷۰ تاکنون).
عضو هیئت علمی کنگرهٔ بزرگداشت فرّخی یزدی (۱۳۷۸).
عضو هیئت علمی دانشنامهٔ مشاهیر یزد، مدیر گروه زبان و ادبیّات فارسی (۱۳۷۸ تا ۱۳۸۲).
عضو وابستهٔ فرهنگستان زبان و ادب فارسی (۱۳۹۰ تاکنون).
عضو هیئت علمی کنگرهٔ وحشی بافقی (۱۳۹۲).
عضو هیئت علمی همایش مهدی اخوان ثالث (۱۳۹۴).
عضو هستهٔ علمی قطب علمی تحقیق در متون حکمی و عرفانی دانشگاه اصفهان (۱۳۸۹ تاکنون).
عضو هیئت تحریریهٔ دوفصلنامهٔ علمی پژوهشی کاوش نامه (۱۳۸۴ تاکنون).
عضو هیئت تحریریهٔ فصلنامهٔ فرهنگی پژوهشی فرهنگ یزد (از شمارهٔ نخست، زمستان ۱۳۷۷ تاکنون)؛
عضو هیئت تحریریه مجلّهٔ متن‌شناسی ادب فارسی (گوهر گویا) (سال ۱۳۸۷).
عضو هیئت ممیزهٔ دانشگاه یزد (۱۳۸۶ تا ۱۳۸۷).
عضو کمیسیون تخصصی علوم انسانی دانشگاه یزد (۱۳۸۵ تا ۱۳۸۸).
عضو کمیسیون تخصصی زبان و ادبیّات دانشگاه یزد (۱۳۸۸ تا ۱۳۹۱).
عضو هیئت علمی همایش بین‌المللی نکوداشت صباحی بیدگلی (۱۳۹۱).
عضو کارگروه تخصّصی زبان و ادبیات فارسی دانشگاه یزد (از ۱۳۹۸ تاکنون).
عضو کمیتهٔ منتخب ترفیع دانشگاه یزد (۱۳۸۸ تا ۱۳۹۳).
عضو هیئت ممیزهٔ دانشگاه‌های جنوب شرق مستقر در دانشگاه کرمان (۱۳۸۰–۱۳۸۵).
مدیر گروه زبان و ادبیات فارسی دانشگاه یزد (چندین دوره، ۱۳۷۷–۱۳۸۱، ۱۳۸۶–۱۳۹۰).
عضو انجمن مردم نهاد دوستداران کتاب یزد (از ۱۳۸۴ تاکنون).
عضو کمیتهٔ علمی همایش ملّی نگاهی نو به زبان و ادب عامّه (دانشگاه خلیج فارس، اسفند ۱۳۹۶).

#### داوری مسابقات، جشنواره‌ها و مجلات علمی-پژوهشی
داور کتاب سال (۱۳۸۵ و ۱۳۹۴).
داوری مقالات دوفصلنامهٔ علمی پژوهشی کاوش نامهٔ زبان و ادبیّات فارسی (۱۳۸۵ تاکنون).
داوری ۳۴ مقالهٔ پنجمین گردهمایی سراسری انجمن ترویج زبان و ادب فارسی (نشست بین‌المللی)(شهریور ۱۳۸۹).
داوری ۲۵ مقالهٔ نخستین همایش ملّی نگاهی نو به ادبیّات عامّه (۱۳۹۳).
داوری ۶ مقالهٔ فصلنامهٔ علمی پژوهشی فرهنگ و ادبیّات عامّه (۱۳۹۴ تاکنون).
داور علمی کنگرهٔ وحشی بافقی (۱۳۹۲).
داور علمی همایش مهدی اخوان ثالث (۱۳۹۴).
داور فصل نامهٔ علمی پژوهشی مطالعات میان رشته‌ای در علوم انسانی.
داور فصل نامهٔ تخصّصی زبان و ادبیّات فارسی، ادب پژوهی دانشگاه گیلان.
داوری کتاب‌های دانشگاهی و غیره.

## آثار

### کتاب‌ها
رهاورد دیدار، مجموعهٔ سخنرانی‌ها، مقالات، پیام‌ها و اشعار دیدار دوستانه با دکتر اسلامی ندوشن، به اهتمام: یدالله جلالی پندری، به همراه کتاب‌شناسی دکتر اسلامی ندوشن، به کوشش: حسین مسرّت، یزد: انجمن شعر و ادب یزد، ۱۳۸۴، رقعی، ۳۸۴ ص، مصوّر.
زبان اهل اشارت، م‍ج‍م‍وع‍هٔ م‍ق‍الات درب‍ارهٔ ت‍ف‍س‍ی‍ر ک‍ش‍ف الاس‍رار و ع‍دّه الاب‍رار، ت‍أل‍ی‍ف اب‍وال‍ف‍ض‍ل رش‍ی‍دال‍دّی‍ن م‍ی‍ب‍دی‏‫، ی‍زد: ان‍ت‍ش‍ارات ی‍زد؛ کنگرهٔ بزرگداشت ابوالفضل رشیدالدّین میبدی، کمیتهٔ انتشارات و تبلیغات‏‫، ۱۳۷۴، وزیری، ده+ ۲۳۹ ص، مصوّر. ‬‬‬‬‬‬‬‬‬‬‬‬‬‬‬‬‬‬‬‬‬‬‬‬‬‬‬‬‬‬‬‬‬‬‬‬‬‬‬‬‬‬‬‬‬‬‬‬‬‬‬‬‬‬‬‬‬‬‬‬‬‬‬‬‬‬‬‬‬‬‬‬
زندگی و اشعار عمادالدّین نسیمی: ش‍ام‍ل ت‍ح‍ق‍ی‍ق در اح‍وال و آث‍ار ن‍س‍ی‍م‍ی، پ‍ژوه‍ش‍ی در ان‍دی‍ش‍ه‌ه‍ای ح‍روف‍ی‍ه، به اهتمام: یدالله جلالی پندری، تهران: نی، چاپ دوم، ۱۳۸۲ (چاپ اوّل، ۱۳۷۲)، وزیری، سی و دو +۴۳۶ص، نمونه.
یادنامهٔ ابوالفضل رشیدالدّین میبدی، صاحب تفسیر کشف الاسرار و عدّه الابرار، ش‍ام‍ل م‍ج‍م‍وع‍هٔ م‍ق‍الات ک‍ن‍گ‍رهٔ ب‍زرگ‍داش‍ت میبدی، به کوشش: یداللَّه جلالی پندری، یزد: ان‍ت‍ش‍ارات ی‍زد: ادارهٔ ک‍لّ ف‍ره‍ن‍گ و ارش‍اد اس‍لام‍ی اس‍ت‍ان ی‍زد: م‍رک‍ز ی‍زدش‍ن‍اس‍ی، ۱۳۷۸، وزیری، ۴۴۳ص، جلد اوّل.

#### تصحیح متون کهن
جلالی پندری دربارهٔ تصحیح متون کهن بر این باور است که ترجمه‌های موجود از متون کلاسیک فارسی باید بازنگری و به روز رسانی شوند.
دی‍وان اشعار ادیب نیشابوری ب‍ه‌ه‍م‍راه پ‍ژوه‍ش‍ی در زن‍دگ‍ی، اح‍وال، آث‍ار و م‍ع‍اص‍ران او، به کوشش یدالله جلالی پندری، با گفتاری از دکتر محمّدرضا شفیعی کدکنی، تهران: چاپ و نشر بنیاد، چاپ دوم ۱۳۷۷(چاپ اوّل، ۱۳۶۷). ، وزیری، سی و شش + ۳۹۶ ص، نمونه، عکس. (چاپ اوّل با عنوان: زن‍دگ‍ی و اش‍ع‍ار ادی‍ب ن‍ی‍ش‍اب‍وری)
غزل‌های حکیم سنایی غزنوی، تهران: شرکت انتشارات علمی و فرهنگی، ۱۳۸۶، وزیری، صدو هفتاد وهشت+ ۵۶۰ص، نمونه.
گزینهٔ اشعار پروین اعتصامی، با دیباچه و انتخاب: یداللَّه جلالی پندری تهران:مروارید (گزینه‌های اشعار سخنوران معاصر ،۱۱)، چاپ سوم، ۱۳۷۸(چاپ اوّل، ۱۳۷۰)، رقعی، ۲۹۷ ص.
دیوان فضل‌الله حروفی استرآبادی و چند شاعر دیگر حروفی. (در دست تدوین).

#### ادبیات معاصر
جادوی جاودانگی، شامل نامه‌ها، مصاحبه‌ها، مقالات، داستانواره‌ها و خاطرات فروغ: فروغ فرّخزاد، به کوشش: بهروز جلالی پندری، تهران: مروارید، ۱۳۹۴، رقعی، ۵۲۸ص، نمونه. ‬‬‬‬‬‬‬‬‬‬‬‬‬‬‬‬‬‬‬‬‬‬‬‬‬‬‬‬‬‬‬‬‬
ج‍اودان‍ه زی‍س‍ت‍ن، در اوج م‍ان‍دن: ش‍ام‍ل ن‍ام‍ه‌ه‍ا، م‍ص‍اح‍ب‍ه‌ه‍ا، م‍ق‍الات و خ‍اطرات ف‍روغ؛ ب‍ه‌ه‍م‍راه م‍ج‍م‍وع‍هٔ م‍ق‍الات، خ‍اطرات، ن‍وش‍ت‍ه‌ه‍ا و س‍روده‍ا درب‍ارهٔ ش‍ع‍ر و زن‍دگ‍ان‍ی ف‍روغ: فروغ فرخزاد؛ ب‍ه‌ک‍وش‍ش: ب‍ه‍روز ج‍لال‍ی، تهران: مروارید، چاپ سوم، ۱۳۷۷ (چاپ اوّل، ۱۳۷۲)، رقعی، ۸۱۹ص، نمونه// به صورت کتاب گویا برای نابینایان در لوح فشرده.
در غ‍روب‍ی اب‍دی (م‍ج‍م‍وع‍ه آث‍ار م‍ن‍ث‍ور ف‍روغ ف‍رّخ‍زاد) ش‍ام‍ل: ن‍ام‍ه‌ه‍ا، م‍ص‍اح‍ب‍ه‌ه‍ا، م‍ق‍الات و خ‍اطرات ف‍روغ ب‍ه‌ه‍م‍راه زن‍دگ‍ی ن‍ام‍هٔ م‍ف‍صّ‍ل ف‍روغ، ب‍ه‌ک‍وش‍ش: ب‍ه‍روز ج‍لال‍ی، تهران: مروارید، ۱۳۷۶، رقعی، ۲۳۹ص.
دیوان اشعار فروغ فرّخزاد، با دیباچه و کوشش: بهروز جلالی، تهران: مروارید، چاپ یازدهم، ۱۳۹۸(چاپ اوّل، ۱۳۷۱)، رقعی، ۴۶۸ ص.
مقدمه‌ای بر نقد و بررسی شعر معاصر، تقریرات درس اخوان ثالث در دانشگاه تهران: مهدی اخوان‌ثالث، به کوشش یدالله جلالی پندری، یزد: آرتاکاوا، ۱۳۹۴، رقعی، ۱۰۸ص.
نقد و بررسی شعر معاصر: مهدی اخوان‌ثالث، تقریرات درس اخوان ثالث در دانشگاه تهران به همراه چند مقالهٔ انتقادی، به کوشش: یدالله جلالی پندری، ‬ تهران: مروارید، ‏‫۱۳۹۸، رقعی، ۲۱۷ص.

#### گزینش و ویرایش کتاب
گزینهٔ اشعار نیما یوشیج، ب‍ا م‍ق‍دّم‍ه و ان‍ت‍خ‍اب: یداللَّه جلالی پندری، تهران: مروارید (گزینه‌های اشعار سخنوران معاصر ،۷)، چاپ بیستم، ۱۳۹۸ (چاپ اوّل، ۱۳۷۰)، رقعی، ۳۳۹ ص.
گزینهٔ اشعار فروغ فرّخزاد، به انتخاب فروغ و با دیباچه: بهروز جلالی، تهران: مروارید، (گزینه‌های اشعار سخنوران معاصر ،۱) چاپ چهاردهم، ۱۳۹۸(چاپ اوّل، ۱۳۶۸)، رقعی، ۲۲۴ص.
پروین اعتصامی، تهران: مروارید ،(دیوان شاعران زن، ‏‫ ۲)، ‬چاپ چهارم، ۱۳۹۷ (چاپ اوّل، ۱۳۹۰)، رقعی، ۳۸۰ ص. ‬‬‬‬‬

### مقالات[۱۵]
آثار و مقالات وی تاکنون در مجلاّت: آدینه، آینده، آینهٔ میراث، اندیشهٔ پویا، بنیاد (۱۳۵۶ش)، جستارهای ادبی:نشریهٔ دانشکده ادبیات دانشگاه فردوسی مشهد، جهان کتاب، خاتم یزد، دوفصلنامهٔ سعدی‌شناسی، رودکی، زبان و ادب فارسی: نشریهٔ دانشکدهٔ ادبیّات و علوم انسانی دانشگاه کرمان، سرو ابرکوه، فرهنگ امروز، کاوش نامهٔ زبان و ادبیّات فارسی، کتاب ماه ادبیات و فلسفه، کتاب هفته، کیهان فرهنگی، گزارش میراث، نامهٔ بهارستان، نامهٔ فرهنگستان، نشریهٔ خبری پژوهشی دانشگاه یزد، نشریهٔ دانشکدهٔ ادبیّات و ع‍ل‍وم ان‍س‍ان‍ی دانشگاه تبریز و هستی چاپ شده‌است.
مقالات وی به غیر از نشریات معتبر علمی پژوهشی و دانشگاهی به‌ویژه در حوزهٔ زبان و ادبیّات فارسی، در کتاب‌های چون ارج نامهٔ محمّد معین (۱۳۸۹)؛ ارج نامهٔ غلامحسین یوسفی (۱۳۸۸)؛ جشن نامهٔ استاد اسماعیل سعادت (۱۳۸۷)؛ در آینهٔ روزها (۱۳۹۱)، دیدگاه‌ها (جلد دوم، ۱۳۹۴)؛ روشن‌تر از روشن (۱۳۸۴) خرد ایرانی (جشن‌نامهٔ نکوداشت دکتر اصغر دادبه)(۱۳۹۳)؛ یار آینه دار (۱۳۹۲)؛ امید شعر، مهدی اخوان ثالث م. امید (۱۳۹۶)؛ خرد بر سر جان: نامگانهٔ استاد دکتر احمدعلی رجایی‌بخارایی (۱۳۹۱)؛ رهاورد دیدار (۱۳۸۴)؛ کاریز فرهنگ (۱۳۹۸)؛ میراث نیاکان، یادنامهٔ مهدی اخوان ثالث (۱۳۹۶)؛ هفتاد سخن (ج۴، ۱۳۷۰)؛ گزینهٔ اشعار دکتر خانلری (۱۳۹۴)؛ یادنامهٔ استاد کریم پیرنیا (۱۳۸۱)؛ و دیهیم هفتاد: مهرنامهٔ استاد دکتر محمّدجعفر یاحقّی (۱۳۹۷) چاپ شده‌است.
همچنین او مقدّمه بر کتاب‌های: شاعرانگی‌های آذر یزدی (نوشته: زهرا دهقان دهنوی، مرداد۱۳۹۲)/ در انتظار کوچ، گزیده‌ای از اشعار دکتر ضیاء الله بوترابی (۱۳۹۶) / بر بال یادها (گردآوری: حسین بشارت، چاپ دوم، ۱۳۹۰) / بوطیقای قصّه‌های بلند عامیانه (رمانس عام)(سکینهٔ عبّاسی، ۱۳۹۵) / و نیز همکاری در تدوین واژه نامهٔ یزدی، اثر استاد ایرج افشار (چاپ سوم، ۱۳۹۰) / راهنمایی ده‌ها پایان‌نامه در دوره‌های کارشناسی ارشد و دکتری/ تقریر درس دکتر محمّدرضا شفیعی کدکنی با عنوان: ادوار شعر فارسی: از م‍ش‍روطی‍ّت ت‍ا س‍ق‍وط س‍ل‍طن‍ت (چاپ اوّل، ۱۳۵۹) / تقریر درس مهدی اخوان ثالث با عنوان: نقد و بررسی شعر معاصر (چاپ اوّل، ۱۳۹۴) را در کارنامه دارد.

#### برخی مقالات در مجموعه‌ها و نشریات علمی ـ پژوهشی
یدالله جلالی پندری (با همکاری مهرداد نصرتی)، بررسی انگیزه‌های نقد خویشتن در دیوان حافظ، پژوهشنامه ادب غنایی، دوره ۱۵، شماره ۲۹، پاییز و زمستان ۱۳۹۶، صفحه 231-250.

#### مقاله‌های دانشنامه‌ای
مقالات وی به غیر از نشریات معتبر علمی پژوهشی و دانشگاهی به‌ویژه در حوزهٔ زبان و ادبیّات فارسی، در دانشنامه‌های معتبری چون: دانشنامهٔ ایران (جلد۱)، دانشنامهٔ جهان اسلام (جلد ۱۴)، دانشنامهٔ زبان و ادب فارسی (جلد۱تا ۶)، تاریخ جامع ایران (جلد۱۶)، دایرةالمعارف بزرگ اسلامی (جلدهای ۱۳و ۱۴و۱۸و ۱۹) نیز چاپ شده‌است.

## دیدگاه دیگران
مهدی اخوان ثالث: امینی، صاحب ذوقی، کتاب خوانده‌ای چون جلالی پندری یزدی از شاگردان برجستهٔ دکتر شفیعی‌کدکنی که جان نجیب دارد، شیوهٔ تحقیق امروزین می‌داند، استاد و کلاس دیده‌است، یعنی هم از کتاب‌ها بهره برده، هم از افواه الرّجال فراگرفته، نمونهٔ کارش چاپ اخیر دیوان ادیب نیشابوری است.
ایرج افشار هم در دو مقدّمه بر کتاب‌های واژه نامهٔ یزدی (ص بیست وهشت) و تذکرهٔ شعرای یزد (ص۶) به فضل و بصیرت و علاقهٔ مستمر او اشاره کرده‌است.
مهدی آذر یزدی: در یزد ما دوتا جوان باسواد و فعّال داریم که سومی ندارد. یکی آقای جلالی پندری که دیوان ادیب نیشابوری را تصحیح کرد و بعضی کارهای خوب دیگر، یکی هم آقای مسرّت که دوست داشتنی و بدقول است.